# Gwynllyw

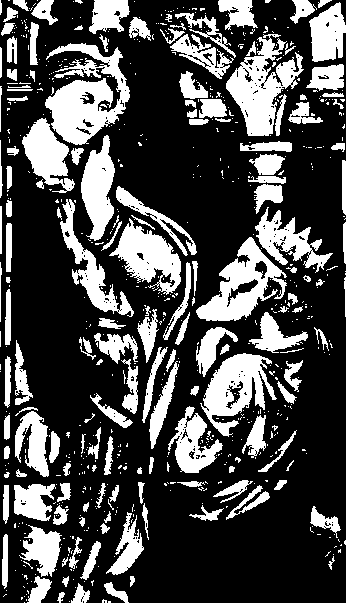
Gwynllyw kniend vor einem Engel.

Gwynllyw Filwr oder Gwynllyw Farfog (englisch Woolos the Warrior oder Woolos the Bearded, lateinisch Gundleus, Gundleius, Gwenleue; * etwa 450; † etwa 500) war ein walisischer König und Heiliger.

## Leben
Er war König von Gwynllŵg in Südwales und der Legende nach Gründer und Schutzpatron der City of Newport. Er lebte im 5. Jahrhundert. Die mittelalterliche Tradition kennt ihn als gefürchteten Kriegsherrn und Plünderer, der mit König Artus bekannt gewesen sei, aber später zum christlichen Glauben fand und Eremit wurde. Er gründete St Woolos Cathedral in Newport und war der Vater eines der meistverehrten walisischen Heiligen, Cadoc the Wise.

## Tradition
Die mittelalterlichen Heiligenvita des Heiligen Cadoc (~ 1100) von Lifris und die Vita des Heiligen Gwynllyw (~ 1120) überliefern legendäre Elemente des Lebens von Gwynllyw, wobei sie in vielen Details voneinander abweichen. Gwynllyw wird auch in walisischen Königslisten aufgeführt. In den Viten wird erzählt, dass seine Taten von den walisischen Barden gefeiert wurden, was dafür spricht, dass er eine sehr populäre Figur war. Auch wenn die Heiligenviten oft übertreiben, ist es wahrscheinlich, dass ein Monarch mit diesem Namen existierte und dass Kernelemente in den Geschichten wahr sind.
Gwynllyw war der Sohn von König Glywys, dessen mächtiges Königreich Glywysing im Gebiet von Glamorgan sein Machtzentrum hatte. Nach den Legenden erstreckte es sich im Osten bis zum River Towy. Er war ein Nachkomme von Macsen Wledig und seine Mutter Guaul war ebenfalls als Enkelin von Cunedda von edler Abstammung. Das Königreich wurde nach Glywys Tod unter seinen Söhnen aufgeteilt, von denen Gwynllyw der älteste und mächtigste war. Das zentrale Gebiet seiner Herrschaft bestand aus dem cantref Gwynllŵg, das nach ihm benannt wurde und später im Englischen als Wentloog hundred bezeichnet wurde. Einer von Gwynllyws Brüdern war Petroc, ein wichtiger cornischer und bretonischer Heiliger und Patron von Devon.
Die Heiligenlegende beschreibt König Gwynllyw als aktiven und gnadenlosen Krieger, der benachbarte Königreiche angriff und plünderte. Das Leben des Heiligen Cadoc beschreibt ihn als „sehr gewogen gegenüber Dieben und er stiftete sie sogar oft selbst zu Räubereien an“ (in englischer Übersetzung: „very partial to thieves, and used to instigate them somewhat often to robberies“). Das Leben des Heiligen Gwynllyw schreibt im Gegensatz dazu, dass er ein gerechter und gütiger Herrscher gewesen sei. Seine Raubzüge erstreckten sich auch auf seinen nördlichen Nachbarn Brycheiniog. In einem dieser Raubzüge, der im Leben des Heiligen Cadoc beschrieben wird, entführte Gwynllyw, begleitet von 300 Männern, Gwladys (Gladys), die schöne Tochter von König Brychan von Brycheiniog, nachdem Brychan sich geweigert hatte, sie ihm zur Frau zu geben. Sie war eines von Brychans berühmten 24 Kindern. Eine heftige Schlacht ereignete sich, die nur durch die Intervention von König Artus, Cai und Bedwyr entschieden wurde, die Gwynllyw und seine Leute unterstützten. Diese Entführungsgeschichte enthält ähnliche Elemente wie Kulhwch ac Olwen und andere Artus-Legenden, was darauf hinweist, dass sie ihren Ursprung in bardischen Geschichten hat. Sie ist der früheste Beleg für Artus in einer Heiligenvita. Im Leben des Heiligen Gwynllyw wird diese Schlacht nicht genannt; diesem Text zufolge wurde die Ehe friedlich geschlossen.
Gwaldys bekam bald einen Sohn, den berühmten Heiligen Cadoc. Zur Feier der Geburt seines Sohnes ging Gwynllyw erneut auf Raubzug und stahl Rinder von Caerwent. Als der heilige Tatheus (Tathyw) mutig zu ihm kam, um die Rückgabe einer Kuh zu fordern, war der König so beeindruckt, dass er entschied, im Gegenzug seinen Sohn zu Tathyw nach Caerwent zu senden, um ihn erziehen zu lassen. Gwynllyw hatte wohl noch weitere Kinder, die ebenfalls als Heilige verehrt werden: Cynidr, Bugi und Egwine. Bugi war mit Peren, der Tochter von König Lot/Llawdden/Greidal ap Arthwys verheiratet. Eines der Kinder, Maches (lateinisch Machuta), nach der Tradition die Schwester von Cadoc, wurde von Räubern getötet, die ihren besten Widder stahlen. Tathan, dem die Mörder ihr Verbrechen beichteten, errichtete an der Stelle eine Kirche.
Als Erwachsener war Cadoc tief religiös, und nach einigen Quellen waren es sein Vorbild und seine Predigt, die Gwynllyw dazu veranlassten, sein gewalttätiges Leben aufzugeben und nach Vergebung für seine Sünden zu streben. König Gwynllyw hatte einen Traum, in dem ein Engel zu ihm sprach, und er sah in einer Vision einen weißen Ochsen mit einem schwarzen Fleck auf der Stirn. Gwynllyw brach auf, und als er denselben Ochsen wie in seinem Traum fand, erbaute er eine Einsiedelei aus Holz an der Stelle, wo heute Stow Hill in Newport, South Wales, liegt. Gwynllyw sagte über den Platz: „Es gibt keinen Rückzugsort in der Welt wie diesen Ort, an dem es nun meine Bestimmung ist zu wohnen. Glücklich ist der Ort, glücklicher sogar als derjenige, der dort wohnt“ (in englischer Übersetzung: „There is no retreat in the world such as in this space which I am destined now to inhabit. Happy therefore is the place, happier than is he who inhabits it.“). Die Entscheidung, das eigene Königtum aufzugeben und sich zu einem religiösen Leben zurückzuziehen, ist ein verbreitetes Motiv in den walisischen Heiligenviten. Auch die gewalttätige Vergangenheit eines Heiligen ist nicht ungewöhnlich und findet sich zum Beispiel auch beim heiligen Illtyd und anderen.
Gwladys begleitete Gwynllyw in das Einsiedlerleben. Eine Zeitlang lebten sie zusammen bei Stow Hill, fasteten, lebten vegetarisch und wuschen sich in den kalten Wassern des Usk, um ihre Frömmigkeit zu beweisen. Durch ein Wunder entsprang eine Quelle am Hügel, als Gwynllyw um Wasser betete. Später wohnten Gwynllyw und Gwladys weiter voneinander entfernt und Gwladys gründete ihre eigene Einsiedelei bei Coedkernew (Pencarn).
Als Gwynllyw im Sterben lag, wurde er sowohl von seinem Sohn Cadoc als auch von Saint Dubricius betreut, der ihm auch die letzte Kommunion spendete. Sein überliefertes Todesdatum, der 29. März, ist auch sein Feiertag. Das Todesjahr ist unsicher; es gibt Vorschläge zwischen 500 und 523. Nach seinem Tod wurde seine Einsiedelei ein wichtiger Verehrungsort und eine Kirche wurde dort gebaut. Heute steht dort St Woolos Cathedral, der Sitz des Bischofs von Monmouth. Im 9. Jahrhundert wurde Gwynllyws Kirche aus Stein erneuert, wodurch nochmals seine Bedeutung und der Reichtum seines Schreins deutlich wurden. Steingebäude waren zu der Zeit in Wales selten. Ein Teil des alten Gebäudes ist heute Teil der St Woolos Cathedral als Galilee Chapel.

## Verehrung
Die Heiligenverehrung wuchs, weil eine Reihe von Wundern mit dem Heiligen in Verbindung gebracht wurden. Seine Quelle heilte diejenigen, die davon tranken, und Engel wurden in der Nähe seines Grabes gesehen. Spätere Wunder waren die Rettung eines Barden aus einer Flut und die Zerstörung einer Wikinger-Flotte auf See, nachdem jene die Kirche geplündert hatten, die voller reicher Votivgaben war. Die Niederlage von König Harold Godwinson bei der Schlacht bei Hastings wurde als Rache des Heiligen angesehen, weil Harold und seine Truppen erst vor kurzem Gwynllyws Kirche geplündert hatten, als sie das benachbarte Königreich Gwent angriffen. Gwynllyw soll auch einen Mann in den Wahnsinn getrieben haben, der etwas aus der Kirche gestohlen hatte. Beschreibungen der Angriffe auf die Kirche stimmen mit den Kriegszeiten in dem Gebiet überein. Daher ist es wahrscheinlich, dass sie auf tatsächlichen Geschehnissen basieren, wie auch immer das jeweilige Ereignis konkret ausgesehen haben mag. Der Heiligenkult wurde dadurch jedenfalls tief verankert und wurde nicht nur von Walisern, sondern auch von den Angelsachsen und den Normannen geteilt, die im Gebiet von Newport siedelten. Die normannischen Lords of Newport vergrößerten beständig die Kirche – bis heute.

## Nach-mittelalterliche Rezeption

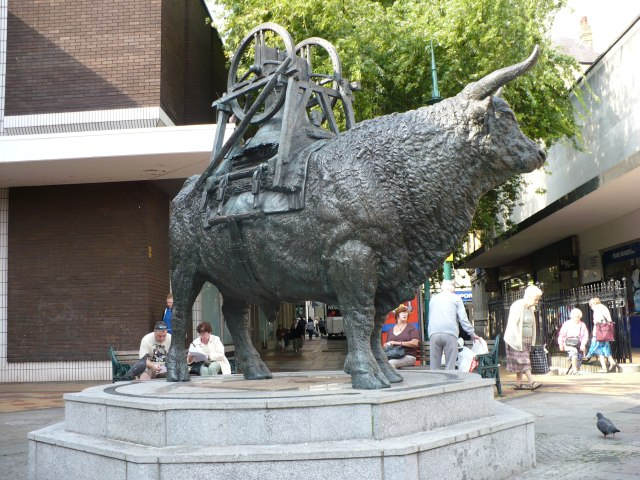
The Vision of Saint Gwynllyw, Sebastien Boyesen

Geschichten über Gwynllyws dunkle Vergangenheit erzählten auch von Piraterie. Seine Schiffe, die im Parish of Pillgwenlly, Uskside, ankerten, sollen im Bristolkanal viel Schrecken verbreitet haben. Pillgwenlly führt auch seinen Namen auf Gwynllyw zurück. Eine Tradition besagt auch, dass seine Vergangenheit dazu führte, dass Gwynllyw der erwählte Schutzheilige der walisischen Piraten und Schmuggler war, auch von Sir Henry Morgan. Auf jeden Fall waren die vielen Segler in Newport mit ihm verbunden. Eine andere lokale Geschichte behauptet, dass Gwynllyw mit Gewalt und Schwert die Bewohner von Gwynllwg zur Taufe zwang.
1949 wurde St Woolos Church eine Kathedrale mit vollen Rechten. Außer durch die Kirchen wird der Heilige durch die Namen des St Woolos Hospital und der St Woolos Primary School geehrt. 1988 wurde eine walisischsprachige Schule, Ysgol Gyfun Gwynllyw, in Pontypool gegründet. Die Vision des Ochsen inspirierte die Skulptur von Sebastien Boyesen The Vision of Saint Gwynllyw oder The Bell Carrier (1996), die im Zentrum von Newport steht.